# ビマル・ロイ
ビマル・ロイ（ベンガル語: বিমল রায়、1909年7月12日 - 1966年1月8日）は、インドの映画監督。インドのリアリズム映画を代表する映画人の一人。
イギリス領インド時代のベンガル地方のダッカに生まれる。ベンガル映画の製作を手がけたのちにムンバイへ移り、ヒンディー映画を撮る。バルラージ・サーヘニー主演の『2エーカーの土地』 (Do Bigha Zamin) で高い評価を受け、1954年の第7回カンヌ国際映画祭で国際賞を受賞した。その他に、『スジャーター』(Sujata)、『女囚』(Bandini)などが代表作として知られている。インドの映画賞では、フィルムフェア賞や国家映画賞を多数受賞している。

## 主な作品

### 監督作
- Bengal Famine (1943年)
- Udayer Pathey (1944年)
- Hamrahi (1944年)
- Anjangarh (1948年)
- Mantramugdhu (1949年)
- Pehla Aadmi (1950年)
- Maa (1952年)
- Parineeta (1953年)
- Do Bigha Zamin (1953年)
- Naukari (1954年)
- Biraj Bahu (1954年)
- Baap Beti (1954年)
- デーヴダース (1955年)
- Yahudi (1958年)
- Madhumati (1958年)
- Sujata (1959年)
- Parakh (1960年)
- Immortal Stupa (1961年)
- Prem Patra (1962年)
- Bandini (1963年)
- Life and Message of Swami Vivekananda (1964年)
- Benazir (1964年)

### プロデュース作
- Gautama the Buddha (1967) - Produced by Bimal Roy [Director: Rajbans Khanna]

### 撮影監督作
- デーヴダース (1936)